# 海草球

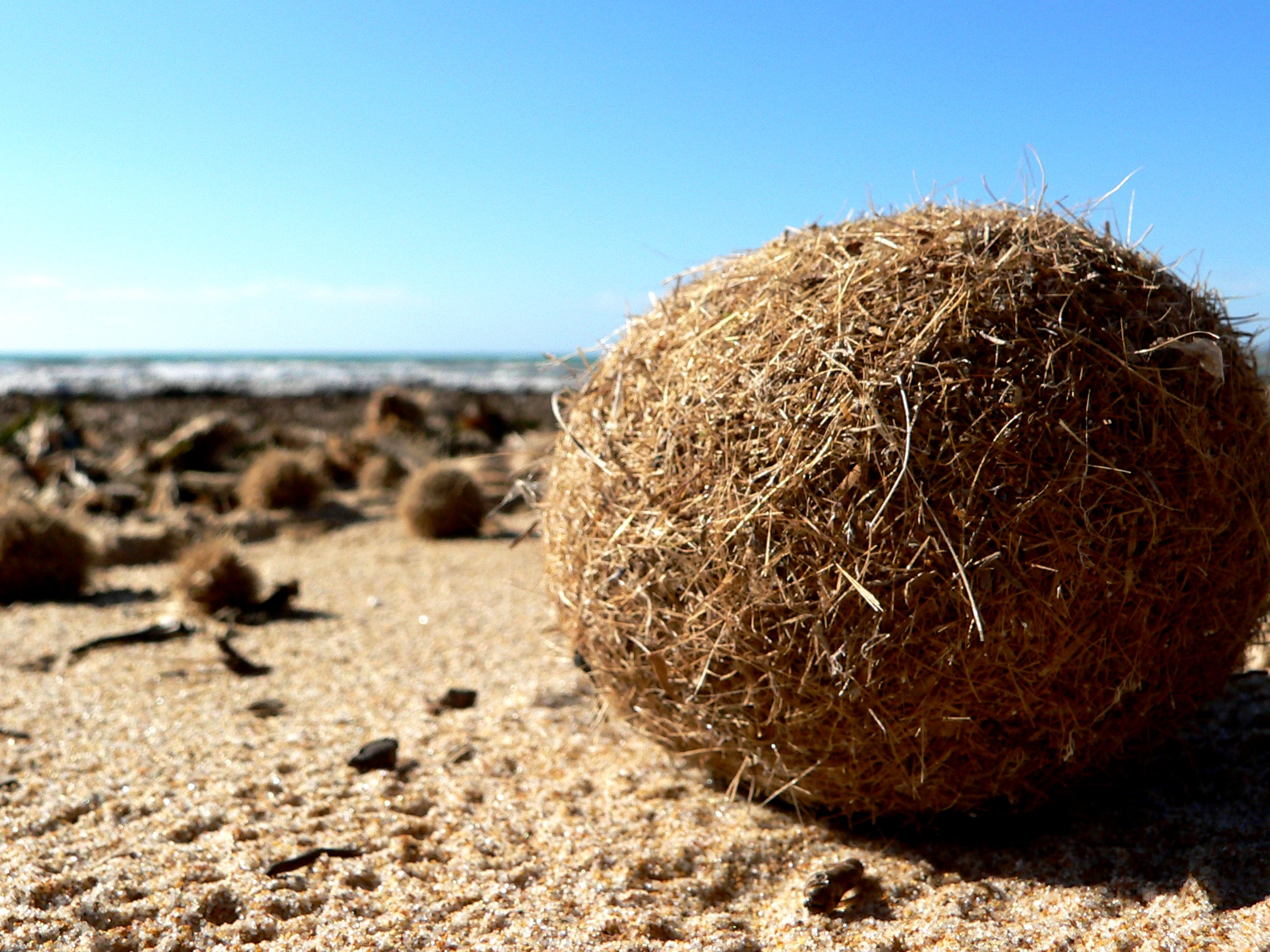

海草球是一种来自海边的，由海洋中的植物纤维物质组成的球状物。它们大小不一，但都非常紧凑且大多直径可达7厘米。但在美国麻薩諸塞州埃德加敦发现了一个直径达45厘米的海草球。
基于不同植物材料的组成，它们可能有数百种，其中大多数是由于海洋运动，海草根茎被撕碎而产生。现如今，海草球包含了越来越多的海洋廢棄物，甚至包括微塑料。
最近的有关海草球的记录是在爱尔兰岛的丁格尔湾。

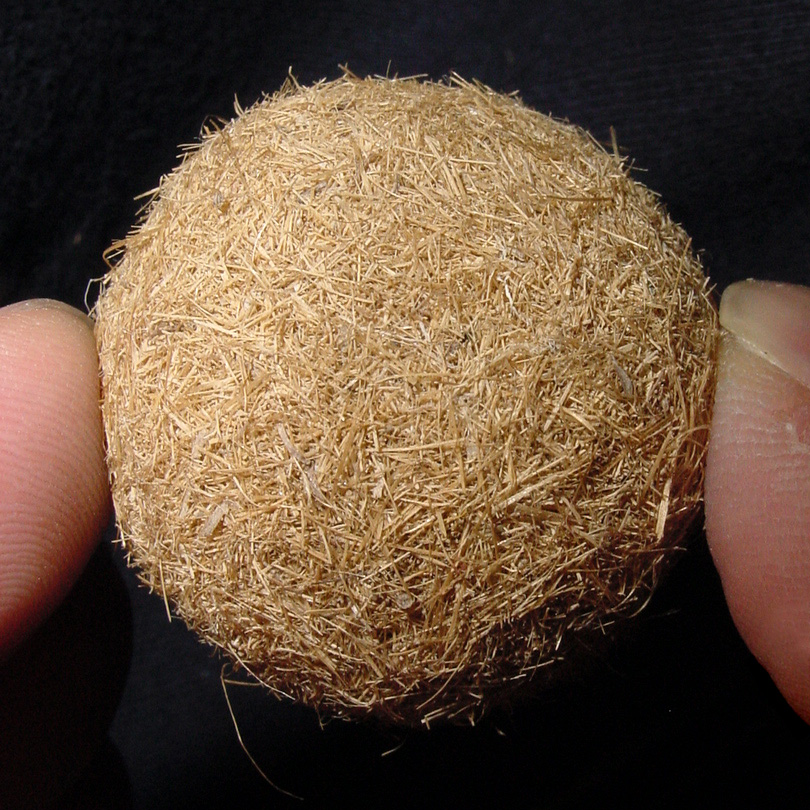
一个很小的海草球
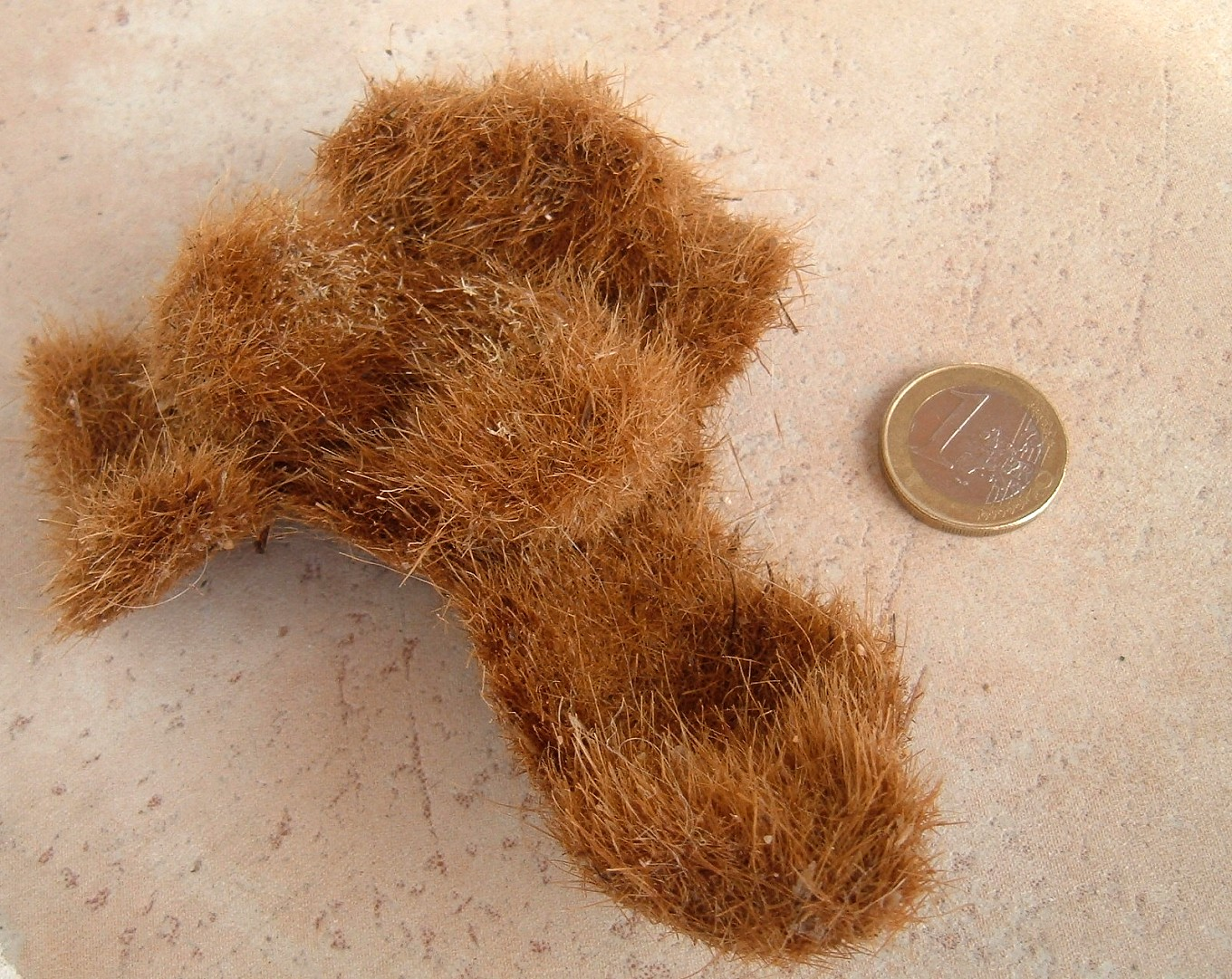
被撕开的海草球
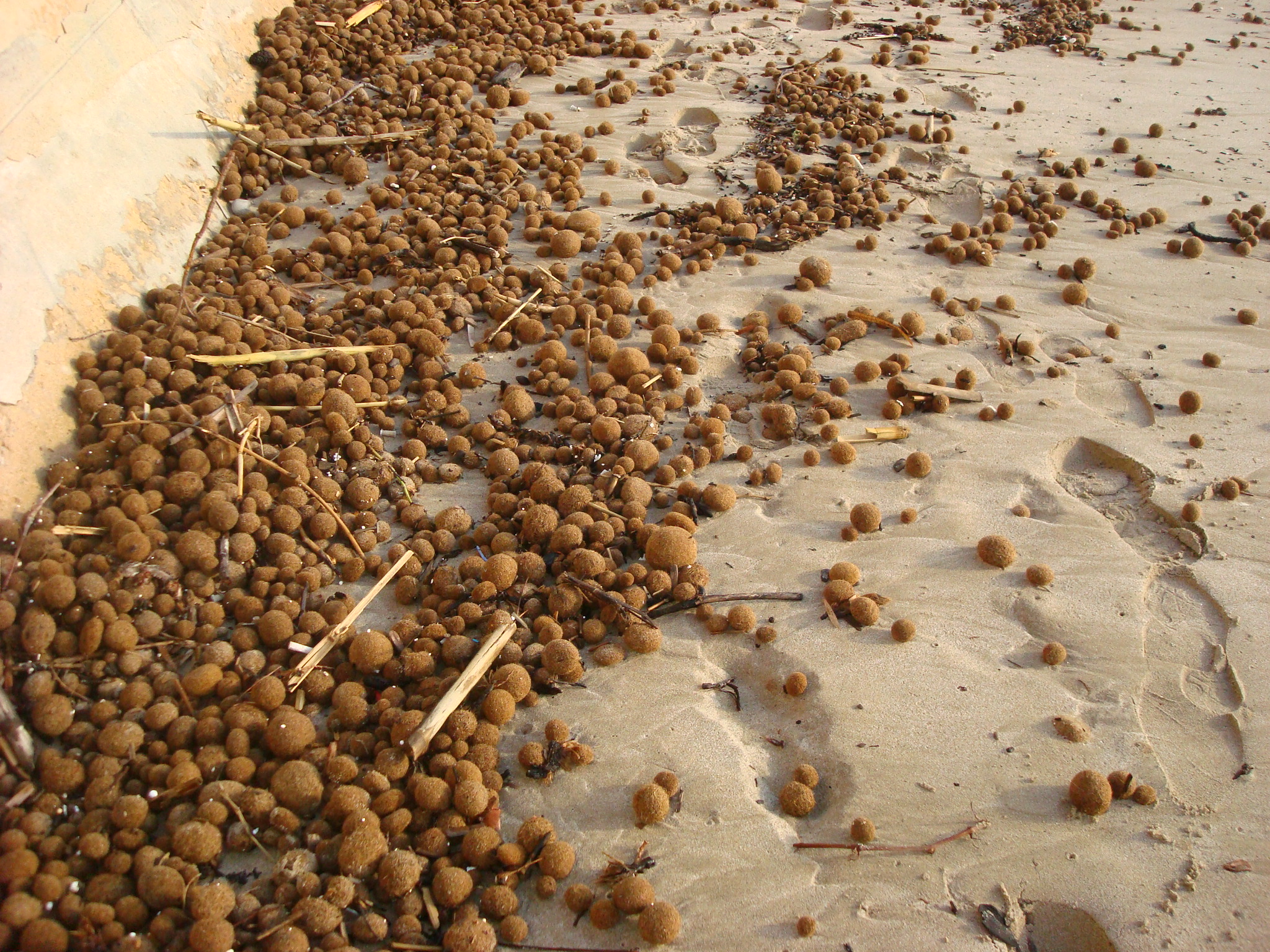
海草球有时会大量漂向海岸
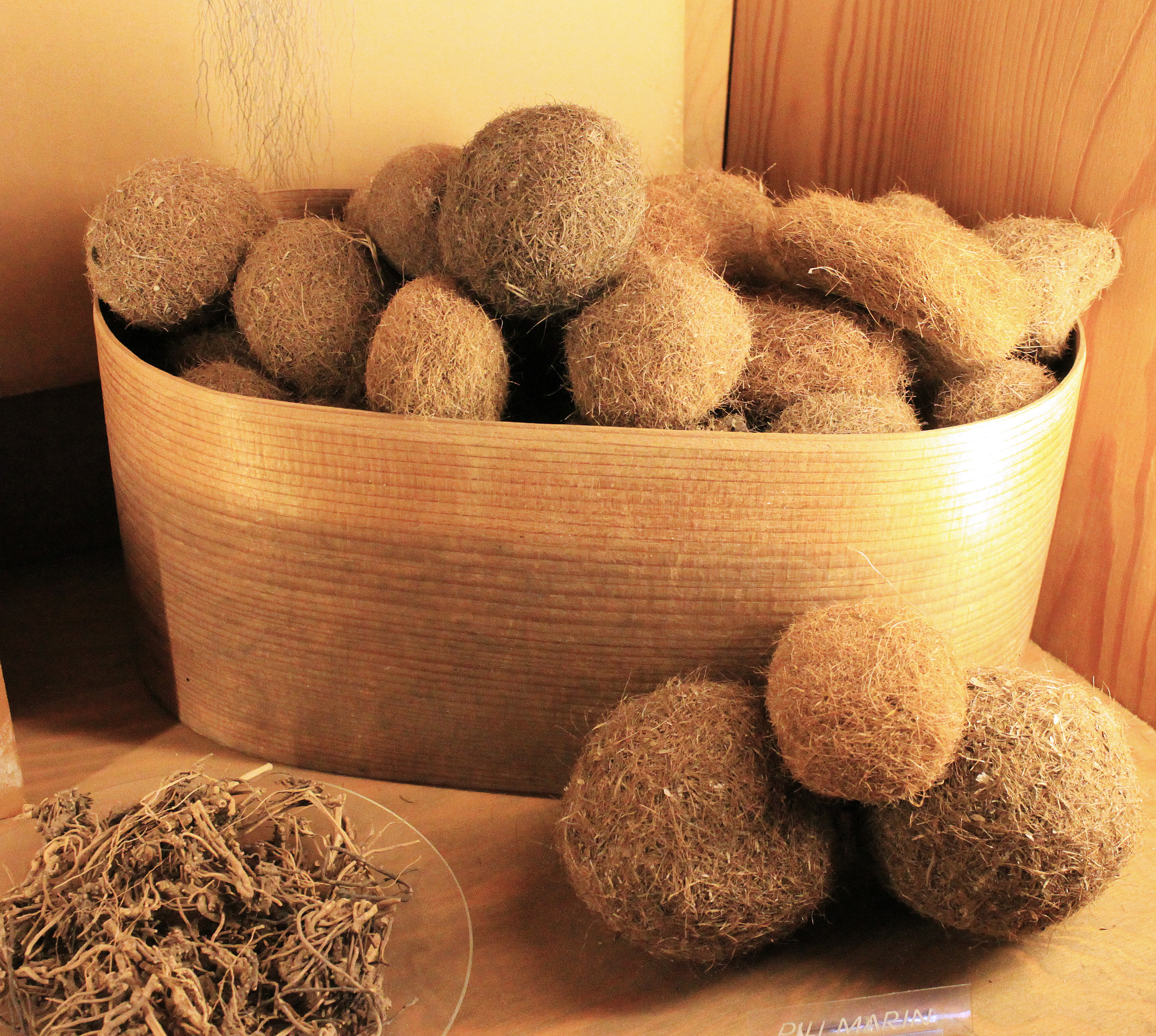
药剂师收集的一些海草球